# De los pobres al Papa, del Papa al mundo
De los pobres al papa, del papa al mundo es un libro de respuestas del Papa Francisco a preguntas realizadas por personas en situación de calle, en riesgo de exclusión y en situación extrema desigualdad. El libro está editado por la Association Lazare francesa y en español por la Fundación Lázaro, un proyecto que crea pisos compartidos entre jóvenes y personas sin hogar.
El libro fue originalmente lanzado en francés en mayo del 2022, más tarde en otros idiomas: catalán, español e inglés.

## Concepción y desarrollo del libro
La propuesta para el libro De los pobres al papa, del papa al mundo surgió de la Asociación Lázaro, que trabaja creando hogares compartidos entre jóvenes trabajadores y personas sin hogar. La idea llegó después de un encuentro con el Papa Francisco en mayo de 2020. Aunque originalmente estaba planeado un evento grande con más de 200 personas que pertenecen a Lázaro, la pandemia del coronavirus obligó a cambiar los planes. Una delegación pudo estar presente en el Vaticano, mientras que los demás se conectaron en línea desde los distintos hogares Lázaro de distintas ciudades de Francia, Bélgica y España.
Durante esta reunión virtual a través de la aplicación de Zoom, hicieron 10 preguntas al Papa Francisco. De ahí surgió la idea de hacer un libro que diera voz a aquellos que normalmente no son escuchados, recogiendo preguntas de personas que han vivido las dificultades de la vida. Esa llamada por Zoom se convirtió en la primera audiencia privada del Papa Francisco a través de esta aplicación, y la primera audiencia por videollamada durante la pandemia del COVID.
Con la colaboración de una veintena organizaciones no gubernamentales de más de 80 países a lo largo de los cinco continentes, Lázaro lanzó un llamado global, invitando a personas de cualquier edad afectadas por la pobreza, la exclusión social y las adicciones a participar en este intercambio singular. Recibieron más de mil preguntas que reflejaban las inquietudes y anhelos de aquellos a menudo ignorados por las esferas de poder y decisión.
Tras el proceso de recogida y selección, se extrajeron un centenar de preguntas esenciales, agrupándolos en diez categorías temáticas que abarcan desde la riqueza y la injusticia hasta la paz y la convivencia humana.
En total, se llevaron cuatro encuentros presenciales en la Ciudad del Vaticano, en español, con la participación de personas que habían experimentado la pobreza extrema y actualmente viven en un hogar Lázaro.Ellos iban como representación de todos los pobres del mundo que habían enviado sus preguntas. Durante estos encuentros presenciales, cada grupo estuvo conviviendo en la Residencia de Santa Marta con el Papa Francisco por tres días.

## Contenido y Estructura
El libro sigue una estructura que consta de los siguientes elementos:

### Prólogos
- Un prólogo elaborado por miembros de la Asociación Lázaro de Francia.

- Un prólogo adicional escrito por Ginés García Beltrán, Obispo de Getafe, en la edición en español.[10]

### Presentación de la Edición
En la edición en español, se incluye una presentación realizada por el sacerdote Álvaro Cáredenas Delgado.

### Capítulos del libro
El libro desarrolla los siguientes temas, enumerados de manera numérica:
1. El Papa es un hombre cualquiera.
2. No olvidar a los pobres.
3. La riqueza no se pertenece.
4. La injusticia que gira al cielo.
5. La esperanza es un regalo.
6. Sembrar semillas de paz.
7. Nadie nace por casualidad.

### Epílogo: "Dejar la Puerta Abierta"
El libro concluye con un epílogo titulado "Dejar la Puerta Abierta," que se contextualiza como un discurso improvisado del Papa Francisco dirigido a todos los compañeros de  los hogares Lázaro de diversos países, en la Sala Pablo VI, el 28 de agosto de 2021.

## Lanzamiento
La obra fue lanzada inicialmente en francés por la Editorial Seuil, italiano y alemán en mayo de 2022, siguiendo con traducciones al catalán, y en noviembre de 2023, en español por la Editorial Voz de Papel.